# 可微分多様体

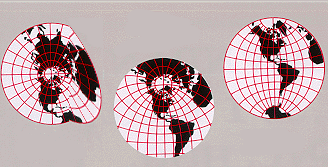
地球の座標近傍の微分可能でないアトラス。アトラスが微分可能でないとき微積分の結果は座標近傍間で両立可能とは限らない。北回帰線は真ん中の座標近傍では滑らかな曲線であるが、一方左の座標近傍では鋭い角を持つ。可微分多様体の概念は座標近傍の間の変換をする関数が微分可能であることを要求することによって多様体の概念を洗練する。

数学において、可微分多様体（かびぶんたようたい、英: differentiable manifold）、あるいは微分可能多様体（びぶんかのうたようたい）は、局所的に十分線型空間に似ており微積分ができるような多様体である。任意の多様体は、チャート（座標近傍、局所座標）の集まり、アトラス（座標近傍系、局所座標系）、によって記述することができる。各座標近傍は微積分の通常のルールが適用する線型空間の中にあるから、各々のチャートの中で考えるときには微積分学のアイデアを適用できる。チャートが適切に両立可能であれば（すなわち1つのチャートから別のチャートへの変換が微分可能であれば）、1つのチャートでなされた計算は任意の他の微分可能なチャートにおいても有効である。
フォーマルに言えば、可微分多様体は大域的に定義された可微分構造を持つ位相多様体である。任意の位相多様体にはアトラスの同相写像と線型空間上の標準的な微分構造を用いて局所的に微分構造を与えることができる。同相写像によって誘導された局所座標系上の大域的な微分構造を誘導するためには、アトラスのチャートの共通部分上での合成が対応する線型空間上の微分可能な関数でなければならない。言い換えると、チャートの定義域が重なっているところでは、各チャートによって定義された座標はアトラスのすべてのチャートによって定義された座標に関して微分可能であることが要求される。様々なチャートによって定義された座標を互いに結びつける写像を変換関数 (transition map/遷移写像/座標変換) と呼ぶ。
微分可能性は文脈によって連続微分可能、k 回微分可能、滑らか、正則といった異なる意味を持つ。さらに、抽象的な空間にそのような可微分構造を誘導できることによって微分可能性の定義を大域的な座標系なしの空間に拡張することができる。微分構造によって大域的に微分可能な接空間、微分可能な関数、微分可能なテンソル場やベクトル場を定義することができる。可微分多様体は物理においても非常に重要である。特別な種類の可微分多様体は古典力学、一般相対論、ヤン・ミルズ理論といった物理理論の基礎をなす。可微分多様体に対して微積分を展開することが可能である。これによってexterior calculus（外微分法/外微分学）のような数学的機構が導かれる。可微分多様体上の微積分の研究は微分幾何学と呼ばれる。

## 歴史
はっきりした分野としての微分幾何学の出現は一般にカール・フリードリヒ・ガウスとベルンハルト・リーマンによるものとされている。リーマンはゲッティンゲン大学の有名な教授就任講演で初めて多様体を記述した。彼は多様体のアイデアを与えられた対象を新しい方向に変える直観的な過程によって動機付け、続くフォーマルな発展において座標系とチャートの役割を先見の明を持って記述した：
Having constructed the notion of a manifoldness of n dimensions, and found that its true character consists in the property that the determination of position in it may be reduced to n determinations of magnitude, ...– B. Riemann
ジェームズ・クラーク・マクスウェルのような物理学者と数学者グレゴリオ・リッチ＝クルバストロ (Gregorio Ricci-Curbastro) とトゥーリオ・レヴィ＝チヴィタ (Tullio Levi-Civita) の仕事はテンソル解析の発展と内在的な幾何学的性質を座標変換で不変な性質と同一視する共変性(en:general covariance)の概念に導いた。これらのアイデアはアインシュタインの一般相対性理論とその根本にある等価原理に重要な応用を見つけた。2次元多様体の現代的な定義はヘルマン・ワイル (Hermann Weyl) によってリーマン面に関する 1913 年の本において与えられた。アトラスのことばによる多様体の広く受け入れられている一般的な定義はハスラー・ホイットニーによる。

## 定義
位相多様体とは、チャートと呼ばれる同相写像の集まりアトラス によって線型空間に局所的に同相な第二可算ハウスドルフ空間である。1 つのチャートの、別のチャートの逆写像との合成は、変換関数と呼ばれる関数であり、線型空間の開部分集合から線型空間の別の開部分集合の上への同相写像を定義する。これによって「空間の断片を貼り合わせて多様体を作る」という概念が定義される――作られた多様体はまたどのように貼り合わせられたかのデータも持っている。しかしながら、異なるアトラス（貼り合わせ）から「同じ」多様体が作られるかもしれない。多様体は好みのアトラスで来ない。そして、したがって、位相多様体はアトラスの同値類とともに上のような空間と定義される。アトラスの同値性は以下で定義する。
変換関数にどれだけの微分可能性を要求するかに従って可微分多様体の異なるタイプがある。以下はいくつかの一般的な例である。
- 可微分多様体 (differentiable manifold) とは、変換関数がすべて微分可能なアトラスの同値類を伴った位相多様体である。より広いことばでは、Ck 級多様体 (Ck-manifold) は変換関数がすべて k 回連続微分可能なアトラスを持つ位相多様体である。
- 滑らかな多様体 (smooth manifold) あるいは C∞ 級多様体 (C∞-manifold) とは、すべての変換関数が滑らかな可微分多様体である。つまり、すべての階数の微分が存在する。なので滑らかな多様体はすべての k に対して Ck 級多様体である。そのようなアトラスの同値類は滑らかな構造（英語版）と呼ばれる。
- 解析的多様体 (analytic manifold) あるいは Cω 級多様体 (Cω-manifold) とは、各変換関数が解析的という追加の条件を持った滑らかな多様体である。つまり、各変換関数のテイラー展開がある開球上絶対収束しその関数に等しい。
- 複素多様体 (complex manifold) は複素数体上のユークリッド空間をモデルにしすべての変換関数が正則な位相空間である。

Ck アトラスの有意義な概念はあるが、C0 （連続写像： 位相多様体）と C∞ （滑らかな写像： 滑らかな多様体）より他に Ck 多様体の異なる概念は存在しない、なぜならば k > 0 のすべての Ck 構造に対して、Ck 同値な C∞ 構造が一意的に存在する（すべての Ck 構造は C∞ 構造に一意的に滑らかにできる）からである。これはホイットニー (Whitney)の結果である。実は、すべての Ck 構造は Cω 構造に一意的に滑らか化できる。さらに、1つの C∞ アトラスに同値な 2 つの Ck アトラスは Ck アトラスとして同値なので、2 つの相異なる Ck アトラスは衝突しない。詳細は Differential structure: Existence and uniqueness theorems を参照。したがって「可微分多様体」と「滑らかな多様体」という用語を入れ替え可能な同義語として使う。これは異なる k に対して意味のある違いのある Ck 写像とは非常に対照的である。例えば、ナッシュの埋め込み定理は任意の多様体はユークリッド空間 RN に等長埋め込みできると述べている。ここで N は、任意の 1 ≤ k ≤ ∞ に対して十分大きい N が存在するのであるが、N は k に依存する。
一方、複素多様体は著しい制限を受けている。例として、周の定理は任意の射影複素多様体は実は射影代数多様体であると述べている。代数的な構造を持っているのである。

### アトラス
位相空間 X 上のアトラスはチャートと呼ばれる対の集まり {(Uα,φα)} である、ここで Uα は X を覆う開集合であり、各添え字 α に対して
{\displaystyle \varphi _{\alpha }\colon U_{\alpha }\to {\mathbf {R} }^{n}}
は Uα から n 次元実空間の開部分集合への同相写像である。アトラスの変換関数 (transition map) は関数
{\displaystyle \varphi _{\alpha \beta }=\varphi _{\beta }\circ \varphi _{\alpha }^{-1}|_{\varphi _{\alpha }(U_{\alpha }\cap U_{\beta })}\colon \varphi _{\alpha }(U_{\alpha }\cap U_{\beta })\to \varphi _{\beta }(U_{\alpha }\cap U_{\beta })}
である。
すべての位相多様体はアトラスを持つ。Ck アトラスは変換関数が Ck 級のアトラスである。位相多様体は C0 アトラスを持ち、一般に Ck 級多様体は Ck 級アトラスを持つ。連続アトラスとは C0 アトラスであり、滑らかなアトラスは C∞ アトラスであり、解析的アトラスは Cω アトラスである。アトラスが少なくとも C1 であれば、微分構造 (differential structure) あるいは可微分構造 (differentiable structure) とも呼ばれる。正則アトラス (holomorphic atlas) は台となるユークリッド空間が複素数体上定義されていて変換関数が双正則なアトラスである。

### 両立するアトラス
異なるアトラスが本質的に同じ多様体を生じることがある。円を2つの座標チャートによって写すことができるが、これらのチャートの定義域をわずかに変えると同じ多様体に対する異なるアトラスが得られる。これらの異なるアトラスはより大きいアトラスに統合することができる。そのような統合されたアトラスの変換関数が構成成分のアトラスの変換関数ほど滑らかでないということが起こり得る。Ck アトラスを Ck アトラスを構成するために統合できれば、両立できる (compatible) という。アトラスの両立可能性は同値関係である。ある同値類のすべてのアトラスを統合することによって極大アトラス (maximal atlas) を構成できる。各 Ck アトラスはある一意的な極大 Ck アトラスに属する。

## 別の定義

### 擬群
擬群の概念は様々な異なる構造を統一的な方法で多様体に定義できるようにするためにアトラスの柔軟な一般化を提供する。擬群 (pseudogroup) は位相空間 S 集合 Γ からなる。Γ は S の開部分集合から S の他の開部分集合への同相写像で以下を満たすものからなる
1. f ∈ Γ で U が f の定義域の開部分集合であれば、制限 f|U も Γ に入る。
2. f が S の開部分集合の合併 {\displaystyle \cup _{i}\,U_{i}} から S の開部分集合への同相写像であれば、すべての i に対して {\displaystyle f|_{U_{i}}\in \Gamma } であれば f ∈ Γ となる。
3. すべての開集合 U ⊂ S に対して、U の恒等変換は Γ に入る。
4. f ∈ Γ であれば、f−1 ∈ Γ である。
5. Γ の 2 つの元の合成は Γ の元である。

最後の3つの条件は群の定義と類似している。関数は S 上大域的に定義されていないから Γ が群であるとは限らないことに注意しよう。例えば、Rn 上のすべての局所的な Ck 級微分同相写像からなる集まりは擬群をなす。Cn の開集合の間のすべての双正則写像は擬群をなす。さらなる例： Rn の向きを保つ写像、シンプレクティック同相写像、メビウス変換、アフィン変換、など。したがって多種多様な関数のクラスが擬群をなす。
Ui ⊂ M から位相空間 S の開部分集合への同相写像 φi のアトラス (Ui, φi) が擬群 Γ と両立可能 (compatible) であるとは、変換関数 φj o φi−1: φi(Ui ∩ Uj) → φj(Ui ∩ Uj) がすべて Γ に入っていることをいう。
すると可微分多様体は Rn 上の Ck 級関数の擬群と両立可能なアトラスである。複素多様体は Cn の開集合上の双正則写像と両立可能なアトラスである。などなど。したがって擬群は微分幾何学や位相幾何学に重要な多様体の多くの構造を記述する1つだけの枠組みを提供する。

### 構造層
多様体に Ck 構造を与える別のアプローチを使うことが便利なことがある。ここで k は 1, 2, ..., ∞, あるいは実解析的多様体に対して ω, である。座標チャートを考える代わりに、多様体自身の上に定義された関数から始めることができる。M の構造層、Ck と表記する、は、各開集合 U ⊂ M に対して連続関数 U →  R の代数 Ck(U) を定義する関手の一種である。構造層 Ck が n 次元 Ck 級多様体の構造を M に与えるとは、任意の p ∈ M に対して、p の近傍 U と n 個の関数 x1, ..., xn ∈ Ck(U) が存在して、写像 f = (x1, ..., xn): U → Rn が Rn の開集合の上への同相写像で、Ck|U が Rn 上の k 回連続微分可能な関数の層の引き戻しとなることをいう。
とくに、この後者の条件が意味するのは、V に対して任意の関数 h ∈ Ck(V) は h(x) = H(x1(x),...,xn(x)), ただし H は f(V)（Rn の開集合）上の k 回微分可能な関数、と一意的に書けるということである。したがって、層論的な視点は、可微分多様体上の関数は局所座標において Rn 上の微分可能な関数として表現でき、a fortiori にこれは多様体上の微分構造を特徴づけるのに十分であるということである。

#### 局所環の層
可微分多様体を定義する同様だがより技術的なアプローチは環付き空間の概念を用いて定式化できる。このアプローチは代数幾何学のスキームの理論に強く影響を受けているが、微分可能な関数の芽の局所環を用いる。これは複素多様体の文脈で特にポピュラーである。
Rn 上の基本的な構造層を記述することから始める。U が Rn の開集合のとき、
O(U) = Ck(U, R)
を U 上のすべての実数値 k 回連続微分可能な関数からなるとしよう。U が変化すると、これは Rn 上の環の層を決定する。p ∈ Rn に対する茎 Op は p の近くの関数の芽からなり、R 上の代数である。とくに、これは一意的な極大イデアルが p で消える関数からなる局所環である。対 (Rn, O) は局所環付き空間の例である：各茎が局所環である層を伴った位相空間である。
（Ck 級の）微分可能多様体は対 (M, OM) からなる。ここで M は第二可算ハウスドルフ空間であり、OM は M 上定義された局所 R-代数の層であって、局所環付き空間 (M, OM) が (Rn, O) に局所同型なものである。このようにして、可微分多様体は Rn をモデルとしたスキームと考えることができる。これが意味するのは、各点 p ∈ M に対して、p の近傍 U と関数の対 (f, f#) で次のようなものが存在するということである：
1. f: U → f(U) ⊂ Rn は Rn の開集合の上への同相
2. f#: O|f(U) → f* (OM|U) は層の同型
3. f# の局所化は局所環の同型

f#f(p): Of(p) → OM, p.
この抽象的な枠組みで可微分多様体を研究する重要な動機付けがいくつかある。まず、モデル空間が Rn である必要性の a priori な理由はない。例えば（とくに代数幾何学において）これを正則関数の層（したがって複素解析幾何の空間に辿り着く）あるいは多項式の層（したがって複素代数幾何において興味の持たれる空間に到達する）を伴った複素数の空間 Cn にとることができる。おおまかには、このコンセプトはスキームの任意の適切な概念に適合できる（トポス論を参照）。第二に、座標は構成にもはや明示的に必要でない。座標系の類似物は対 (f, f#) であるが、これらは（チャートやアトラスのように）議論の中心にあるのではなく単に局所同型のアイデアを定めているだけである。第三に、層 OM は明らかに関数の層では全くない。むしろ、（局所環の極大イデアルによる商による）構成の結果として関数の層としてそれが出現する。したがってそれは構造のより原始的な定義である（綜合微分幾何学の項を参照）。
このアプローチの最後の利点は微分幾何と位相幾何の研究の基本的な対象の多くの自然な直接的記述ができることである。
- ある点での余接空間は Ip/Ip2 である、ただし Ip は茎 OM, p の極大イデアルである。
- 一般に、全余接束は関連したテクニックにより得ることができる（詳細は余接束を参照）。
- テイラー級数（およびジェット（英語版））は OM, p 上の Ip-進フィルトレーションを用いて座標と独立にアプローチできる。
- 接束（あるいはより正確には断面の層）は OM から二重数の環への射の層と同一視できる。

## 微分可能な関数
n 次元可微分多様体 M 上の実数値関数 f が点 p ∈ M において微分可能 (differentiable) であるとは、p のまわりで定義された任意の1つの座標チャートにおいて微分可能であることをいう。より正確に言えば、(U, φ) がチャートで U を p を含む M の 開集合で φ: U → Rn をチャートを定義している写像とすると、f が微分可能であることと
{\displaystyle f\circ \phi ^{-1}\colon \phi (U)\subset {\mathbf {R} }^{n}\to {\mathbf {R} }}
が φ(p) において微分可能であることが同値である。一般に利用可能なチャートはたくさんあるが、微分可能性の定義は p でのチャートの取り方に依らない。チェーンルールをチャート間の変換関数に適用すると f が p での任意の特定のチャートで微分可能であれば p でのすべてのチャートで微分可能であることが従う。類似の考察を Ck 級関数、滑らかな関数、解析的関数、の定義に使える。

### 関数の微分
可微分多様体上の関数の微分を定義する様々な方法があるが、最も基本的なのは方向微分である。方向微分の定義は多様体がベクトルを定義する適切なアフィン構造を欠いているという事実によって複雑である。したがって方向微分はベクトルの代わりに多様体内の曲線を見る。

#### 方向微分
m 次元可微分多様体 M 上の実数値関数 f が与えられると、M の点 p における f の方向微分は以下のように定義される。γ(t) を M 内の曲線で γ(0) = p で、任意の1つのチャートのとの合成が Rm 内の微分可能な曲線であるという意味で微分可能なものとする。すると γ に沿った p での f の方向微分 (directional derivative) は
{\displaystyle \left.{\frac {d}{dt}}f(\gamma (t))\right|_{t=0}}
である。γ1 と γ2 が2つの曲線で γ1(0) = γ2(0) = p であり任意の座標チャート φ において
{\displaystyle \left.{\frac {d}{dt}}\phi \circ \gamma _{1}(t)\right|_{t=0}=\left.{\frac {d}{dt}}\phi \circ \gamma _{2}(t)\right|_{t=0}}
であるとすると、チェーンルールによって、f の p での γ1 に沿った方向微分と γ2 に沿った方向微分は同じである。これは方向微分は p での曲線の接ベクトルのみに依存することを意味する。したがって可微分多様体の場合に適合した方向微分のより抽象的な定義はアフィン空間における方向微分の直感的な性質を究極的に捉えている。

#### 接ベクトルと微分
p ∈ M での接ベクトルは γ(0) = p なる微分可能曲線 γ を、曲線の間に定まる接する（一次の接触を持つ）という同値関係で割った、同値類である。したがってすべての座標チャート φ において
{\displaystyle \gamma _{1}\equiv \gamma _{2}\iff \left.{\frac {d}{dt}}\phi \circ \gamma _{1}(t)\right|_{t=0}=\left.{\frac {d}{dt}}\phi \circ \gamma _{2}(t)\right|_{t=0}}
である。したがって同値類は p において定められた速度ベクトルを持つような p を通る曲線たちである。p におけるすべての接ベクトルの集まりはベクトル空間をなす。これが p における M の接空間 TpM である。
X が p での接ベクトルであり、f が p の近くで定義された微分可能な関数であれば、X を定義する同値類の任意の曲線に沿って f を微分することは X に沿った well-defined な方向微分を与える：
{\displaystyle Xf(p):=\left.{\frac {d}{dt}}f(\gamma (t))\right|_{t=0}.}
再び、チェーンルールによってこれは同値類からの γ の選び方に依らないことが示せる、なぜならば p において互いに一次の接触を持つ任意の曲線は同じ方向微分を生み出すからである。
関数 f を固定すると、写像
{\displaystyle X\mapsto Xf(p)}
は接空間上の線型汎関数である。この線型汎関数はしばしば df(p) と表記され、f の p での微分 (differential) と呼ばれる：
{\displaystyle df(p)\colon T_{p}M\to {\mathbf {R} }.}

### 1の分割
可微分多様体上の微分可能な関数の層のトポロジカルな特色の1つは1の分割を持つことである。これは一般には1の分割を持つことができない（解析的構造や正則構造のような）より強い構造から多様体上の可微分構造を区別する。
M を Ck 級多様体、ただし 0 ≤ k ≤ ∞, とする。{Uα} を M の開被覆とする。このとき被覆 {Uα} に従属する1の分割 (partition of unity) とは以下の条件を満たす M 上の実数値 Ck 級関数 φi の集まりである：
- φi の台はコンパクトかつ局所有限（英語版）；
- φi の台はある α に対し Uα に完全に含まれる；
- M の各点において φi の和は 1 である：

{\displaystyle \sum _{i}\phi _{i}(x)=1.\,}
（φi の台の局所有限性によってこの最後の条件は実は各点で有限和であることに注意。）
Ck 級多様体 M のすべての開被覆は Ck 級の 1 の分割を持つ。これによって Rn 上の Ck 級関数のトポロジーからの構成を可微分多様体の圏に持ち越すことができる。とくに、ある特定の座標アトラスに従属する 1 の分割を選び Rn の各チャートでの積分を実行することによって積分を議論することが可能である。したがって 1 の分割によって考えるべき他の種類の関数空間ができる。例えば、Lp 空間、ソボレフ空間、積分を要求する他の種類の空間。

### 多様体間の写像の微分可能性
M と N を次元がそれぞれ m と n の可微分多様体とし、f を M から N への写像とする。可微分多様体は位相空間であるから f が連続であるとはどういう意味かを知っている。しかし k ≥ 1 に対して「f は Ck(M, N) である」とはどういう意味であろうか？f がユークリッド空間の間の関数のときにはそれがどういう意味か知っているので、 f を M のチャートと N のチャートと合成してユークリッド空間から M へ行き N へ行きユークリッド空間へ行く写像を得ると、その写像が Ck(Rm, Rn) であるということの意味を知っている。「f は Ck(M, N) である」ということを f のチャートとのすべてのそのような合成が Ck(Rm, Rn) であるいうことだと定義する。再びチェーンルールにより微分可能性のアイデアが M と N のアトラスのどのチャートが選ばれたかに依らないことが保証される。しかしながら、微分そのものの定義はより微妙である。M あるいは N がそれ自身既にユークリッド空間であれば、それをユークリッド空間に写すチャートは必要ない。

### スカラーの多元環
Ck 級多様体 M に対し、多様体上の実数値 Ck 級関数全体の集合は点ごとの和と積によって多元環をなし、スカラー場代数 (algebra of scalar fields) あるいは単に the algebra of scalars と呼ばれる。この多元環は乗法単位元として定数関数 1 を持ち、代数幾何学における正則関数の環の微分可能な類似物である。
多様体をその algebra of scalars から再構成することができる。まずは集合として、しかし位相空間としても。これはバナッハ・ストーンの定理の応用であり、よりフォーマルにはC*-環のスペクトルとして知られている。まず、M の点と多元環準同型 φ: Ck(M) → R の間には1対1の対応がある。準同型 φ は Ck(M) の余次元 1 のイデアル（すなわち φ の核）と対応する。これは極大イデアルでなければならない。逆に、この多元環のすべての極大イデアルはある1点で消える関数のイデアルであり、これは Ck(M) の MSpec が M を点集合として修復すること、実は M を位相空間として修復するのであるが、を証明している。
様々な幾何学的構造を algebra of scalars のことばで代数的に定義することができ、これらの定義はしばしば代数幾何学（環を幾何学的に解釈して）や作用素論（バナッハ空間を幾何学的に解釈して）に一般化する。例えば、M の接束は M 上の滑らかな関数の多元環の微分として定義できる。
多様体のこの「代数化」(algebraization) （幾何学的な対象を多元環に置き換えること）はC*-環の概念を導き――可換 C*-環はバナッハ・ストーンによってちょうど多様体の ring of scalars であり――非可換 C*-環を多様体の非可換の一般化と考えることができる。これは非可換幾何学の分野の基礎である。

## 束

### 接束
ある点の接空間はその点におけるあらゆる方向微分からなり、多様体と同じ次元 n を持つ。その点に局所的な（非特異）座標 xk の集合に対して、座標微分 {\displaystyle \partial _{k}={\frac {\partial }{\partial x_{k}}}} は一般にその接空間の基底を定義する。すべての点における接空間の集まりに多様体の構造を入れることができ、接束 (tangent bundle) と呼ばれ、次元は 2n である。接束は接ベクトルが住んでいるところで、それ自身可微分多様体である。ラグランジアンは接束上の関数である。接束を R （実数直線）から M への 1-jet の束として定義することもできる。
Uα × Rn, ただし Uα は M のアトラスのチャートの1つを表す、に基づいたチャートからなる接束のアトラスを構成できる。これらの新しいチャートの各々はチャート Uα の接束である。このアトラスの変換関数はもとの多様体上の変換関数から定義され、もとの微分可能性のクラスを保つ。

### 余接束
ベクトル空間の双対空間はベクトル空間上の実数値線型写像の集合である。ある点での余接空間はその点での接空間の双対であり、余接束はすべての余接空間の集まりである。
接束と同様余接束は再び可微分多様体である。ハミルトニアンは余接束上のスカラーである。余接束の全空間はシンプレクティック多様体の構造を持つ。余接ベクトルを「余ベクトル」(covector) と呼ぶことがある。余接束を M から R への関数の 1-jet の束として定義することもできる。
余接空間の元を無限小の変位と考えることができる。f が微分可能な関数であれば、各点 p において余接ベクトル dfp を定義することができる。これは接ベクトル Xp を Xp に伴う f の微分に送る。しかしながら、すべての余ベクトル場がこのように表現できるわけではない。そのようにできるものを完全微分形と呼ぶ。与えられた局所座標 xk の集合に対し、微分 dx k
p  は p における余接空間の基底を成す。

### テンソル束
テンソル束は接束と余接束のすべてのテンソル積の直和である。テンソル束の各元はテンソル場であり、ベクトル場上、あるいは他のテンソル場上、多重線型作用素として作用することができる。
テンソル束は可微分多様体にはなれない、なぜならば無限次元だからである。しかしながらスカラー関数の環上の多元環ではある。各テンソルはどれだけの接因子と余接因子をそれが持っているかを示すその階数によって特徴づけられる。ときどきこれらの階数は共変および反変階数、それぞれ接階数と余接階数を表す、と呼ばれることがある。

### 枠束
枠（あるいはより正確には接枠 (tangent frame/接標構)）は特定の接空間の順序付き基底である。同様に、接枠は Rn からこの接空間への線型同型写像である。動く接枠は定義域の各点での基底を与えるベクトル場の順序付きリストである。動く枠を枠束 F(M) 、M 上のすべての枠からなる集合からなる GL(n, R) 主束、の断面と見なすこともできる。M 上のテンソル場を F(M) 上の同変ベクトル値関数と見なすことができるので、枠束は有用である。

### ジェット束
十分滑らかな多様体上様々な種類のジェット束を考えることができる。多様体の（1階の）接束は多様体の曲線を一次の接触なる同値関係で割った集合である。類似的に、k-階の接束は k-次の接触関係で割った曲線の集まりである。同様に、余接束は多様体上の関数の 1-jet の束であり、k-jet 束はそれらの k-jet の束である。ジェット束の一般的なアイデアのこれらおよび他の例は多様体上の微分作用素の研究において重要な役割を果たす。
枠の概念も高次ジェットの場合に一般化する。k 階の枠を Rn から M への微分同相写像の k-jet と定義する。すべての k 階の枠の集まり Fk(M) は M 上の主 Gk 束である、ただし Gk はk-jet の群である、すなわち原点を固定する Rn の微分同相の k-jet からなる群である。GL(n, R) は自然に G1, およびすべての k ≥ 2 に対する Gk の部分群に同型であることに注意する。とくに、F2(M) の断面は M 上の接続の枠成分を与える。したがって、商束 F2(M)/ GL(n, R) は M 上の線型接続全体からなる束である。

## 多様体上の微積分
多変数の微分積分学のテクニックの多くもまた、自然な修正を加えて、可微分多様体に適用する。例えば多様体の接ベクトルに沿った微分可能関数の方向微分を定義でき、これは関数の全微分を一般化する手段、微分、に導く。微積分学の観点から、多様体上の関数の微分は少なくとも局所的にはユークリッド空間上定義された関数の通常の微分と多くは同じように振る舞う。例えばそのような関数に対して陰関数定理や逆関数定理のバージョンが存在する。
しかしながら、ベクトル場（および一般にテンソル場）の微積分においては重要な違いがある。手短に言えば、ベクトル場の方向微分は well-defined でなく、あるいは少なくとも直截的な方法では定義されない。ベクトル場（やテンソル場）の微分のいくつかの一般化は確かに存在し、ユークリッド空間での微分のいくつかの形式的な性質を捉える。主なものは：
- リー微分、これは微分構造によって一意的に定義されるが、方向微分の通常の性質のいくつかは満たされない。
- アフィン接続、これは一意的には定義されないが、通常の方向微分の性質をより完全に一般化する。アフィン接続は一意でないので、それは多様体上特定されなければならない追加のデータである。

積分法からのアイデアも可微分多様体に持ちこされる。これらは外微分法 と微分形式のことばで自然に表現される。多変数の積分の基本的な定理 — すなわちグリーンの定理、発散定理、ストークスの定理 — は外微分と部分多様体上の積分を関連付ける定理（これもストークスの定理と呼ばれる）に一般化する。

### 写像の微分
2つの多様体の間の微分可能な関数は部分多様体の適切な概念や他の関連する概念を定式化するために必要である。f: M → N が m 次元の可微分多様体 M から n 次元の可微分多様体 N への微分可能な写像であれば、f の微分は写像 df: TM → TN である。これは Tf とも記され、接写像 (tangent map) と呼ばれる。M の各点においてこれは一方の接空間から他方への線型変換である：
{\displaystyle df(p)\colon T_{p}M\to T_{f(p)}N.}
f の p での階数 (rank) はこの線型変換の階数である。
通常関数のランクは点ごとの性質である。しかしながら、関数が最大のランクを持てば、ランクは点の近傍で定数のままである。微分可能な関数は"通常"最大のランクを持つ。その正確な意味はサード (Sard) の定理によって与えられる。ある点で最大ランクの関数ははめ込みや沈めこみと呼ばれる：
- m ≤ n で、f: M → N が p ∈ M においてランク m を持てば、f は p でのはめ込み (immersion) と呼ばれる。f が M のすべての点ではめ込みであり像の上への同相写像であれば、f は埋め込みである。埋め込みは M が N の部分多様体であるという概念を定式化する。一般に、埋め込みは自己交叉や他の局所的でない位相的特異性を持たないはめ込みである。
- m ≥ n で、f: M → N が p ∈ M でランク n を持てば、f は p での沈めこみ (submersion) と呼ばれる。陰関数の定理は f が p での沈めこみであれば M は p の近くで局所的に N と Rm−n の積であると述べている。正式に言えば、f(p) ∈ N の近傍における座標 (y1, ..., yn) と、p ∈ M の近傍において定義された m−n 個の関数 x1, ..., xm−n であって

{\displaystyle (y_{1}\circ f,\dotsc ,y_{n}\circ f,x_{1},\dotsc ,x_{m-n})}
が p の近傍における M の局所座標系であるようなものが存在する。沈めこみはファイブレーションとファイバー束の理論の基礎をなす。

### リー微分
ソフス・リー (Sophus Lie) に因んだリー微分は多様体 M 上のテンソル場の多元環上の微分である。M 上のすべてのリー微分からなるベクトル空間は
{\displaystyle [A,B]:={\mathcal {L}}_{A}B=-{\mathcal {L}}_{B}A}
で定義されるリーブラケットに関して無限次元リー環をなす。
リー微分は M 上のフロー（active微分同相写像）の無限小生成子としてベクトル場によって表現される。逆にみると、M の微分同相の群はリー群論の直接の類似の方法でリー微分の付随するリー環の構造を持つ。

### 外微分法
外微分法によって勾配、発散、回転作用素の一般化ができる。
各点における微分形式の束はその点における接空間上のすべての反対称多重線型写像からなる。それは自然に多様体の次元以下の各 n に対し n 形式に分割される。n 形式は n 変数の形式で、n 次の形式とも呼ばれる。1 形式は余接ベクトルであり、0 形式は単にスカラー関数である。一般に、n 形式は余接ランク n で接ランク 0 のテンソルである。しかしすべてのそのようなテンソルが形式であるわけではない。形式は反対称でなければならないからである。

#### 外微分
外微分と呼ばれるスカラーから余ベクトルへの写像
{\displaystyle \mathrm {d} \colon {\mathcal {C}}(M)\to \mathrm {T} ^{*}(M):f\mapsto \mathrm {d} f}
であって
{\displaystyle \mathrm {d} f\colon \mathrm {T} (M)\to {\mathcal {C}}(M):V\mapsto V(f)}
なるものが存在する。
この写像は上でのべたように余ベクトルを無限小変位に関連づける写像である。いくつかの余ベクトルはスカラー関数の外微分である。n 形式から (n + 1) 形式の上への写像に一般化することができる。この微分を 2 回適用すると 0 になる。微分が 0 の形式は閉形式と呼ばれ、それ自身外微分であるような形式は完全形式と呼ばれる。
ある点での微分形式の空間は外積代数の原型的な例である。したがって k 形式と l 形式を (k + l) 形式に写すウェッジ積を持つ。外微分はこの代数に拡張し、積の法則の1つのバージョンを満たす：
{\displaystyle \mathrm {d} (\omega \wedge \eta )=\mathrm {d} \omega \wedge \eta +(-1)^{{\rm {deg\,}}\omega }(\omega \wedge \mathrm {d} \eta ).}
微分形式と外微分から、多様体のド・ラームコホモロジーを定義することができる。n 次コホモロジー群は閉形式全体を完全形式全体で割った群である。

## 可微分多様体のトポロジー

### 位相多様体との関係
1, 2, 3次元のすべての位相多様体は（微分同相の違いを除いて）一意的な微分構造を持つ。したがって位相多様体と可微分多様体の概念は高次元でしか区別がない。各高次元で滑らかな構造を持たない位相多様体や複数の微分同相でない構造を持つ位相多様体が存在することが知られている。
滑らかにできない多様体の存在は Kervaire (1960) によって証明され、Kervaire多様体参照、後にドナルドソンの定理の文脈で説明された（ヒルベルトの第五問題と比較せよ）； 滑らかにできない多様体の良い例は E8 多様体である。
複数の両立不能な構造を持つ多様体の古典的な例はジョン・ミルナー (John Milnor) のエキゾチック 7 次元球面である。

### 分類
境界を持たないすべての第二可算 1 次元多様体は R（実数直線）と S（円周）の高々可算個のコピーの非交和に同相である。連結なのは R と S だけで、このうち S のみがコンパクトである。高次元では、分類理論は通常コンパクト連結多様体のみを考える。
2次元多様体の分類は、曲面を参照：とくにコンパクトで連結な向き付けられた2次元多様体は非負整数である種数によって分類される。
3次元多様体の分類は、原理的には、3次元多様体の幾何化と、モストウ (Mostow) の剛性定理や双曲群の同型問題に対するセラ (Sela) のアルゴリズムのような幾何化可能 3 次元多様体に対する様々な認知されている結果から従う。
n > 3 に対する n 次元多様体の分類はホモトピー同値の違いを除いてでさえ不可能なことが知られている。任意の有限表示群が与えられると、その群を基本群に持つ 4 次元閉多様体を構成できる。有限表示群の同型問題を決定するアルゴリズムは存在しないから、2つの4次元多様体が同じ基本群を持つかどうか決定するアルゴリズムは存在しない。前に書かれた構成が同相な4次元多様体のクラスになることとそれらの群が同型であることは同値であるから、4次元多様体の同相問題は決定不能である。さらに、自明群を認識することさえ決定不能であるから、多様体が自明な基本群を持つかどうか、すなわち単連結かどうかを決定することさえ一般には可能でない。
単連結4次元多様体は交叉形式とカービー・ジーベンマン不変量 (Kirby–Siebenmann invariant) を用いてフリードマン (Michael Freedman) によって同相の違いを除いて分類されている。滑らかな4次元多様体の理論は、R4 上の異種微分構造が示しているように、はるかに複雑であることが知られている。
しかしながら、次元が 5 以上の単連結な滑らかな多様体に対しては状況は扱いやすくなる。このときはh-コボルディズム論を分類をホモトピー同値の違いを除いた分類に還元することに使え、手術理論が適用できる。これは Dennis Barden によって単連結5次元多様体の明示的な分類を提供するために実行されてきた。

## 多様体上の構造

### （擬）リーマン多様体
リーマン多様体とは接空間に微分可能なような内積を入れた可微分多様体である。内積構造はリーマン計量と呼ばれる対称2階テンソルの形式で与えられる。この計量はベクトルと余ベクトルを相互変換するために、そして階数4のリーマン曲率テンソルを定義するために、使うことができる。リーマン多様体には、長さ、体積、角度の概念がある。任意の可微分多様体にはリーマン構造を与えることができる。
擬リーマン多様体はリーマン多様体の変種で、計量テンソルが（正定値とは対照的に）不定値符号を持つことも許したものである。符号 (3, 1) の擬リーマン多様体は一般相対論において重要である。すべての可微分多様体に擬リーマン構造を与えられるわけではない。位相幾何学的な制限があるのである。
フィンスラー多様体はリーマン多様体の一般化で、内積をベクトルノルムに置き換えたものである。長さは定義できるが、角度は定義できない。

### シンプレクティック多様体
シンプレクティック多様体とは閉非退化2形式を伴った多様体である。この条件からシンプレクティック多様体の次元は偶数でなければならない。ハミルトン力学において相空間として生じる余接束は動機づけとなる例であるが、多くのコンパクト多様体もまたシンプレクティック構造を持つ。ユークリッド空間に埋め込まれたすべての向き付け可能な曲面はシンプレクティック構造、ユークリッド内積に誘導された各接空間上の符号付き面積形式、を持つ。すべてのリーマン面はそのような曲面の例であり、したがって、実多様体と考えてシンプレクティック多様体の例である。

### リー群
リー群は C∞ 多様体であって群でもあり積と逆元を取る演算が多様体の写像として滑らかであるようなものである。これらの対象は対称性の記述において自然に生じる。

## 一般化
滑らかな写像と滑らかな多様体の圏は望まれる性質をいくらか欠いており、人々はこれを修正するために滑らかな多様体を一般化しようとしてきた。微分空間は "plot" と呼ばれるチャートの異なる概念を用いる。他の試みに Frölicher space や軌道体 (orbifold) がある。
修正可能集合 (rectifiable set) は区分的に滑らかあるいは求長可能な曲線の概念を高次元に一般化する。しかしながら、修正可能集合は一般の多様体にない。